# Ville-sur-Illon
Ville-sur-Illon è un comune francese di 518 abitanti situato nel dipartimento dei Vosgi nella regione del Grand Est.

## Società

### Evoluzione demografica
Abitanti censiti